# Frank Carlson
Frank Carlson (Concordia, 1893. január 23. – Concordia, 1987. május 30.) az Amerikai Egyesült Államok szenátora (Kansas, 1950–1969).